# NGC 4761
NGC 4761 (również PGC 43768 lub HCG 62C) – galaktyka eliptyczna znajdująca się w gwiazdozbiorze Panny. Odkrył ją Wilhelm Tempel w marcu 1882 roku. Wraz z sąsiednimi galaktykami NGC 4776, NGC 4778 i NGC 4764 należy do zwartej grupy Hickson 62 (HCG 62). Grupa ta znajduje się w odległości około 200 milionów lat świetlnych od Ziemi i jest częścią większej grupy galaktyk LGG 313. NGC 4761 prawdopodobnie oddziałuje grawitacyjnie z NGC 4778.
W bazie SIMBAD galaktyka ta została błędnie skatalogowana jako NGC 4764.